# Felsbilder im Hochland von Sjunik

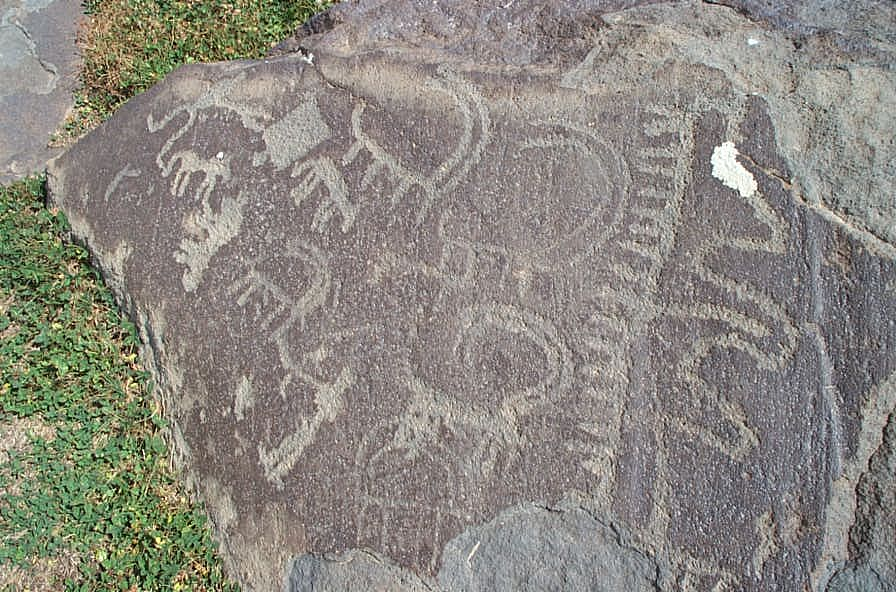
Felskunst im Hochland von Sjunik

Im Hochland der armenischen Provinz Sjunik befinden sich auf einer Höhe von 2800 bis 3300 m ü. NN an vielen Orten Felsbilder aus prähistorischer Zeit. Sie wurden einst in Felsblöcke vulkanischen Ursprungs eingearbeitet (Petroglyphen). Am häufigsten wurden Tiere abgebildet, die gejagt oder als Nutztiere gehalten werden. Zumeist sind Ziegen, seltener Hirsche, Großkatzen und andere Tiere dargestellt. Auch Menschen-Figuren kommen vor. Manche sind in kleinen Szenen tanzend, jagend oder kämpfend dargestellt. Einige der Figuren könnten Schamanen oder gar Göttergestalten zeigen. Archäologen vermuten, dass die Bilder Teil mythischer und spiritueller Vorstellungen und Rituale früher Hochlandbewohner waren, bei denen die Ziege eine zentrale Bedeutung hatte. Die große Anzahl der Felsbilder und ihre weiträumige Verbreitung legen nahe, dass sie über Jahrhunderte hinweg entstanden. Eine genaue Datierung der Felsbilder ist bisher nicht möglich. Ein Teil der Darstellungen verweist auf die Bronzezeit. Manche Bilder können noch älter sein. Wissenschaftlich untersucht wurden bisher die umfangreichen Felsbildansammlungen an den ehemaligen Vulkanen Ughtasar (Tskhouk), Naseli und Sepasar. Sie sind Teil der Felsbildkunst, die überall in den Hochlagen Armeniens und über die Landesgrenzen hinaus zu finden ist.

## Die Felsbilder von Ughtasar

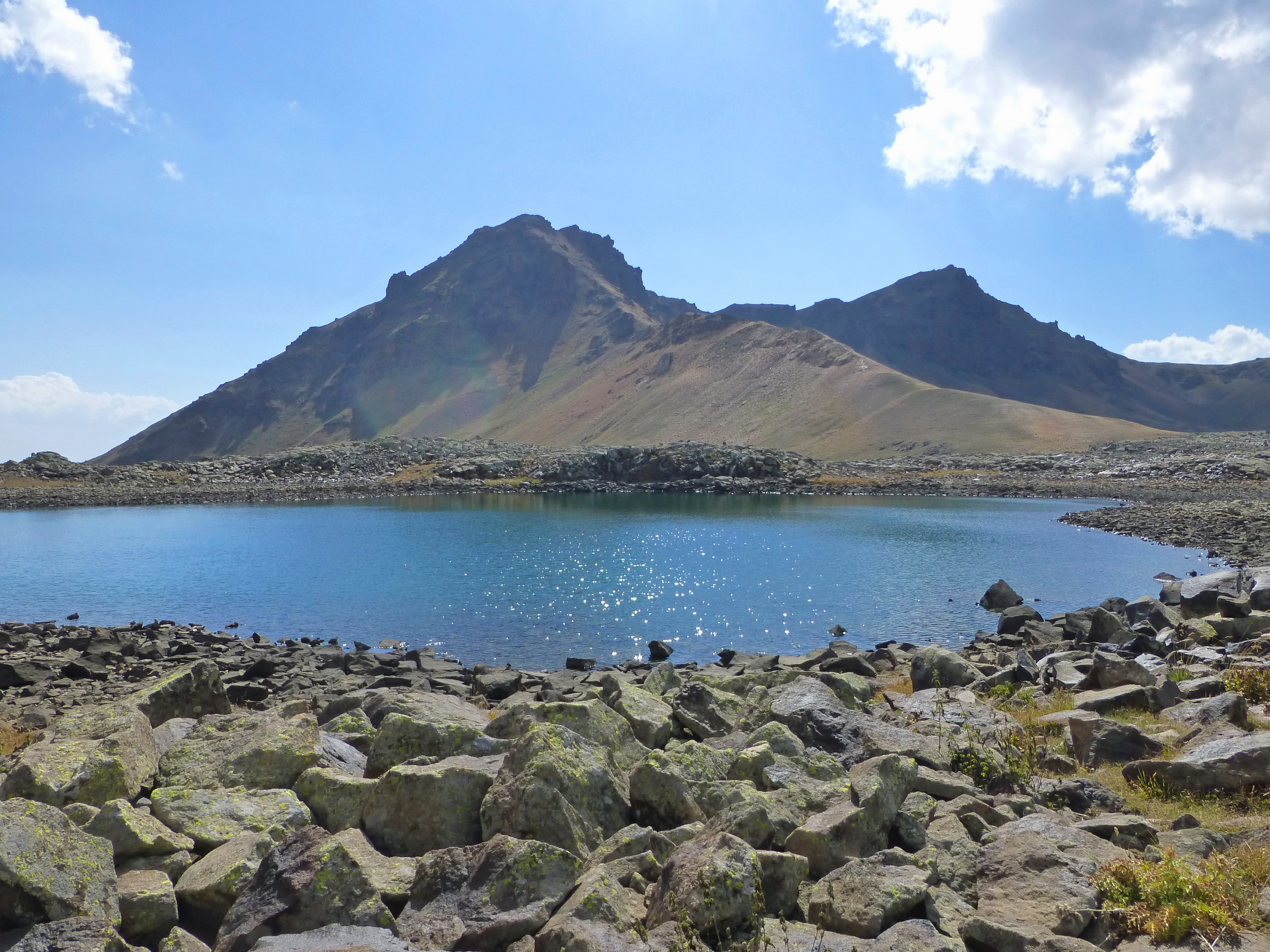
Der See in der Caldera von Ughtasar

Im Syunik-Gebirge, 32 km entfernt von Sisian in Südarmenien befinden sich weit verstreut um einen kleinen See in der Caldera des erloschenen Vulkans Ughtasar (oder Tskhouk) (39° 41′ 10″ N, 46° 3′ 5″ O) in 3300 m Höhe ü. NN auf Steinblöcken zahlreiche Felsbilder.
Zu Beginn des 20. Jahrhunderts zogen sie das Interesse einiger Forscher auf sich. 1967 und 1968 untersuchten die armenischen Archäologen Karakhanian und Safian die Bilder zusammen mit ähnlichen Felsbildern nahe Jermajur in Bergkarabach. Auf der gemeinsamen Webseite von HaykNet und ArcaLe sind 342 Skizzen veröffentlicht. Seit der Veröffentlichung der Felsbilder 1970 ist Ughtasar der prominenteste Ort armenischer Felskunst. Er zieht auch Touristen an.
2009 erhielten armenisch-britische Forscher gemeinsam mit dem Landscape Research Centre in Großbritannien den Auftrag, die Felsbilder am Vulkan neu zu erfassen, um zu verstehen, welche Bedeutung jener Ort für die Erschaffer der Felskunst hatte und wofür sie ihn nutzten. Fünf Jahre lang vermaßen, photographierten und dokumentierten die Mitarbeiter in den Sommermonaten
alle bearbeiteten Felsblöcke. Sie erfassten ihre Lage und Beziehung zu anderen Blöcken sowie oberflächlich sichtbare Spuren. Bei besonders interessanten Objekten kamen Stereo- und 'Structure of motio'-Fotogrammetrie- sowie Multispektral-Verfahren zum Einsatz.
Im Untersuchungsgebiet wurden auf fast 1000 Steinblöcken Motive wie Tiere, Menschen und sehr selten Wagen und Gegenstände gefunden. Auf einem Stein können bis zu einem Dutzend Motive eingearbeitet sein. 65 % der gefundenen Motive sind stilistisch stark vereinfachte Ziegen oder Steinböcke mit übertrieben großen Hörnern. 16 % der Motive zeigen Menschen und fast 7 % Großkatzen. Weniger häufig erscheinen Schlangenlinien bzw. Schlangen, Hirsche, Stiere und Hunde. Aufgrund der häufigen Ziegenbilder nennt die Bevölkerung die Steine „Itsagir“ - „Ziegen-Briefe“.

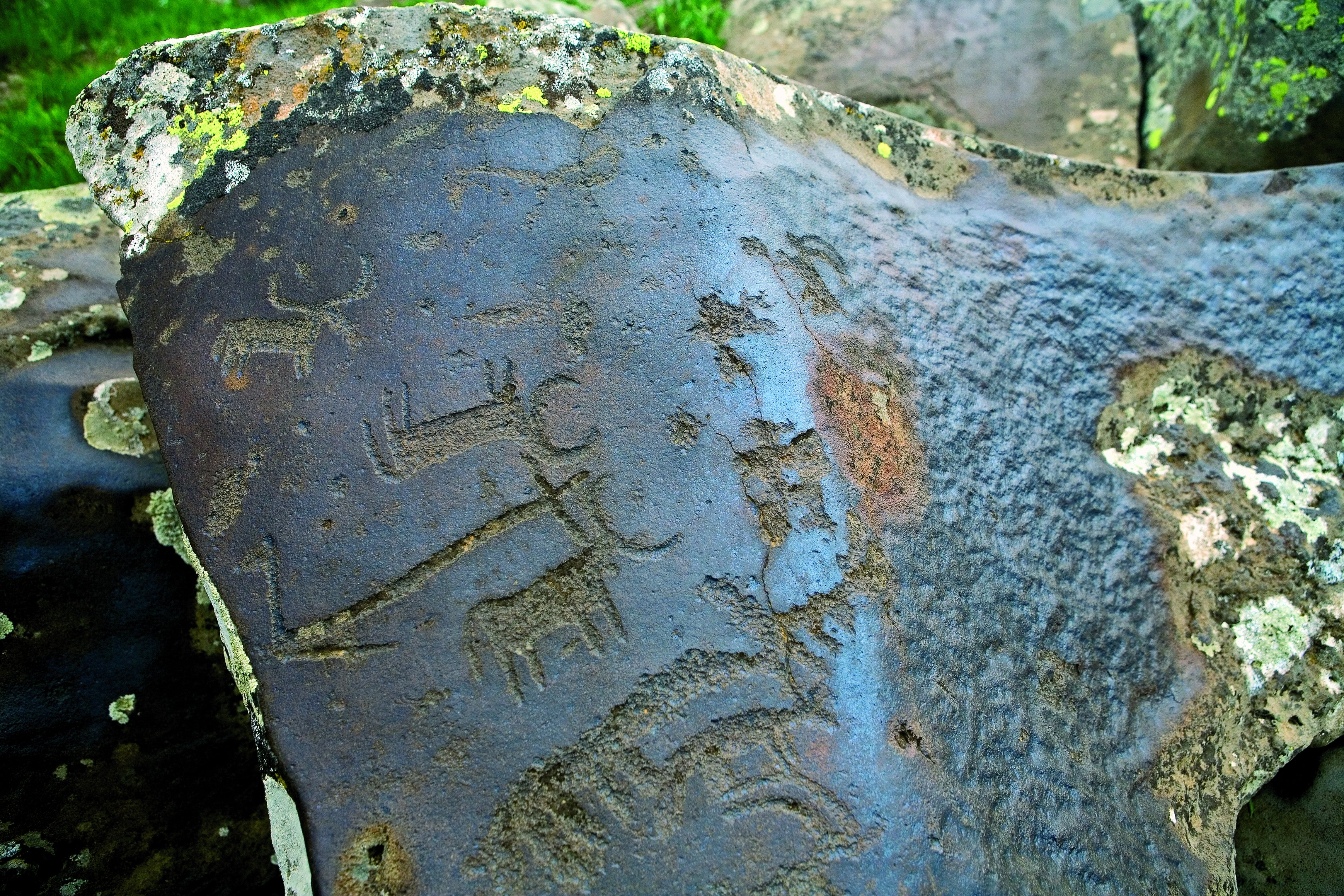
Ochsen mit Pflug

Viermal seltener als Ziegen wurden Menschen abgebildet, manche mit ungewöhnlich großen Händen. Andere sind in kleinen Szenen dargestellt, mit Pfeil und Bogen Tiere jagend, miteinander tanzend oder gegeneinander kämpfend. Einige sind auch in enger Beziehung zu Ziegen abgebildet. Dies führte zur Hypothese, dass manche Felsbilder „schamanischen“ Ritualen dienten. Die Ziegenbilder könnten so als Beschützer oder Hilfen bei spirituellen Aktivitäten verwendet worden sein. Die Felsbilder von Ughtasar sind hierbei mit Felsbildern anderer Teile des Kaukasus und Zentralasiens vergleichbar.
Die Felsbilder konzentrieren sich gut sichtbar und leicht zugänglich am Rand der Felsblockhalde, nördlich des Gletschersees sowie auch am südlichen Eingang der Caldera. Dort werden Besucher von einer Ansammlung gut sichtbarer und umfangreicher Felsbilder „begrüßt“. Mehr Details zur Arbeit und zu den vorläufigen Forschungsergebnissen des armenisch-britischen Teams sind auf der Webseite Ughtasar Rock Art Project veröffentlicht.

## Die Felsbilder von Naseli und Sepasar

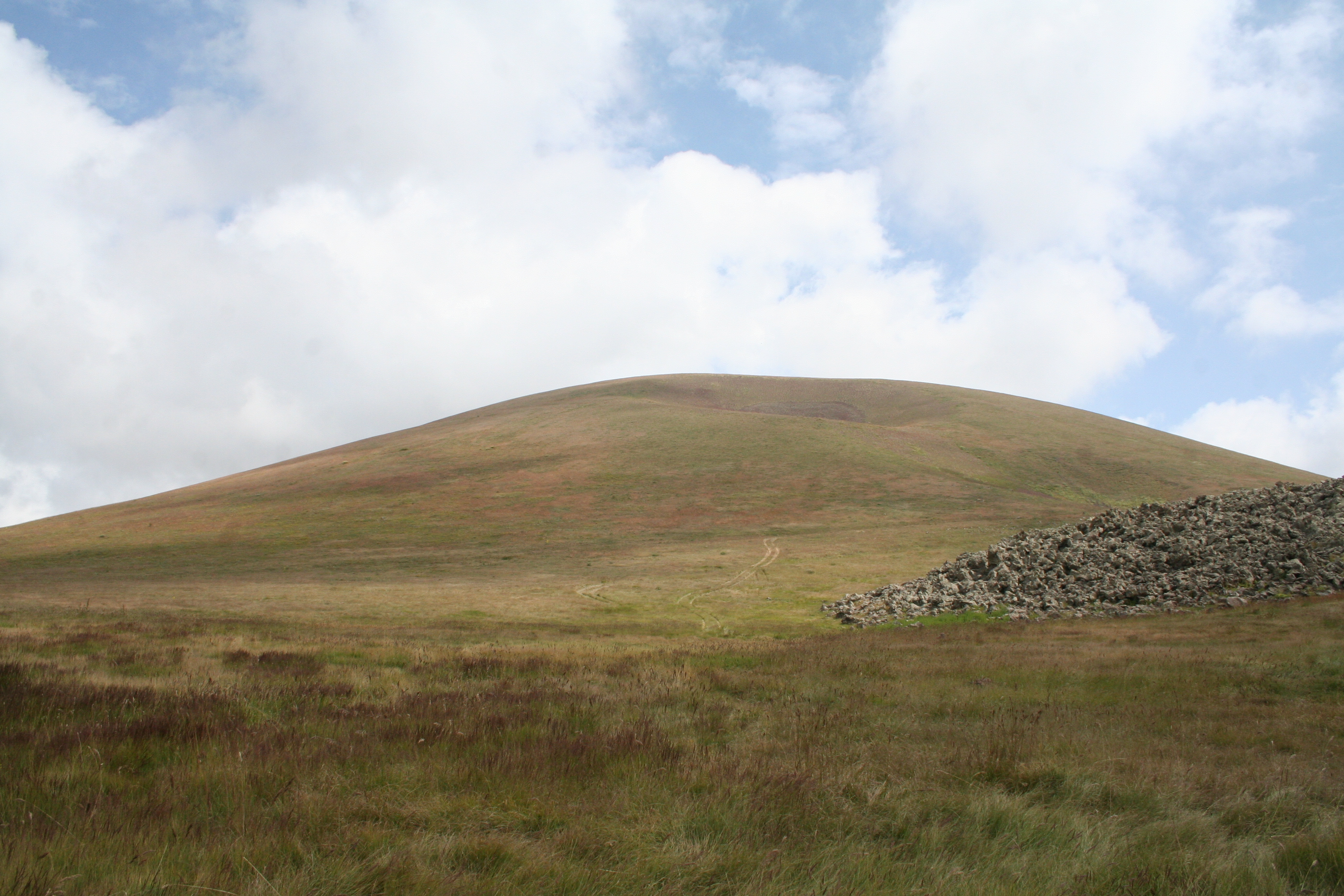
Der Naseli

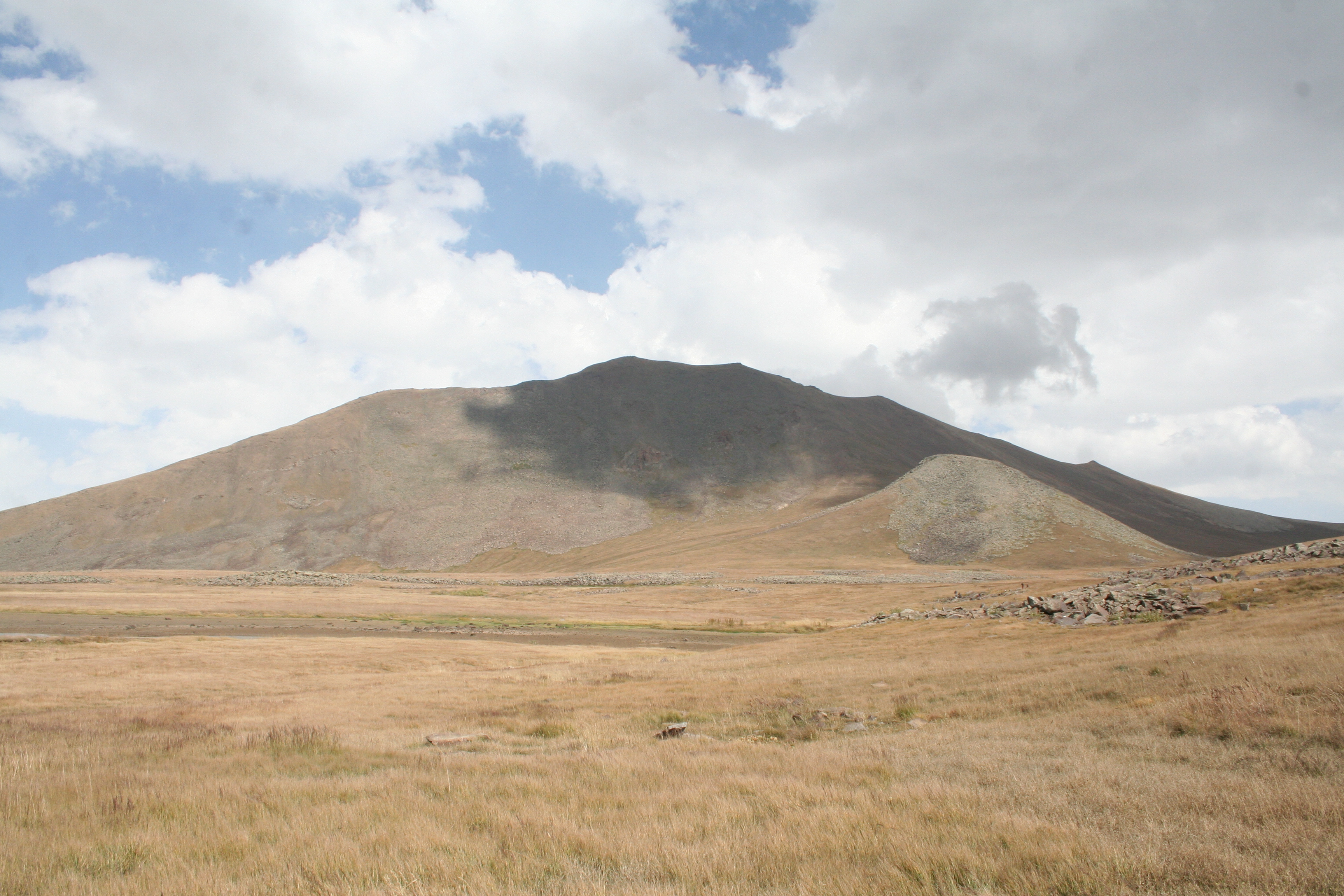
Der Sepasar

2011 entdeckten Archäologen im armenischen Hochlandes an den Hängen der ehemaligen Vulkane Naseli und Sepasar zwei weitere Felsblockhalden mit vielen Felsbildern. Ein deutsch-armenisches Forscherteam der Universität Halle-Wittenberg erforschte mit dem Institut für Archäologie und Ethnographie der armenischen Akademie der Wissenschaften die neu entdeckten Felsbilder. Ziel war eine Schnellinventarisation aller Felsbilder und ihrer Lage. Eine Datenbank mit allen Felsbildern der Region soll ein tieferes Verständnis der Felsbildkunst und Einschätzungen zum Erhaltungszustand ermöglichen.
Die erste Felsblockhalde liegt in etwa 2900 m Höhe ü. NN am südlichen Fuße des Berges Naseli (39° 42′ 40″ N, 46° 0′ 0″ O). Sie hat eine Ausdehnung von 800 m × 100 m und verläuft in Ost-West-Richtung. Die zweite Felsblockhalde liegt auf einer Höhe von 3200 m am Berg Sepasar und hat eine Ausdehnung von 250 m × 230 m (39° 42′ 35″ N, 46° 2′ 35″ O). Untersucht wurde eine dreimal größere Fläche mit einem ferngesteuerten Quadrokopter. Die entstandenen Fotos fügte man mittels Georeferenzierung zu einer digitalen Luftbildkarte zusammen. Danach suchte man die auf den Luftbildern sichtbaren Felsbilder auf, um sie aus der Nähe zu photographieren und abzuzeichnen. Von jedem Stein erfasste man Umfeld, Ausrichtung, Patinabildung und Erhaltungszustand.
Auf diese Weise wurden von 2012 bis 2014 ca. 3500 bearbeitete Steinblöcke mit rund 11000 Motiven dokumentiert. Hier sind Ziegen mit etwa einem Drittel der Figuren nur halb so häufig wie in der Region Ughtasar abgebildet. Ob dies domestizierte oder wilde Ziegen sind, ist unbekannt. Einige Figuren könnten wilde Bezoarziegen zeigen. Andere Tierarten wie Großkatzen (Geparden und Schneeleoparden), Hirsche und Bären wurden seltener abgebildet. Mit 8 % der Figuren sind Menschen viermal seltener dargestellt als Ziegen. Sie sind mit Lanze, Pfeil und Bogen bewaffnet, mit erhobenen Armen oder mit ungewöhnlich großen Händen und Füßen dargestellt. Auffallend sind etwa 30 Bilder zwei- und vierrädriger Wagen, die oft von Stieren gezogen werden. Trotz der Fülle der Bilder fand man nur wenige szenische Darstellungen, meistens Jagdszenen.
Wie in der Region Ughtasar häufen sich auch hier die Bilder an leicht zugänglichen Rändern der Felsblockhalden sowie in Gewässernähe, besonders an Flussbetten der Schmelzwasserflüsse, die im Sommer nur wenig oder gar kein Wasser führen. Einzelne Ansammlungen von Felsbildern konnten identifiziert werden, die thematisch aufeinander abgestimmt sind oder zusammen sogar eine Kultstätte bildeten. An der Auswertung der Daten wird noch gearbeitet. 2019 sollen die endgültigen Forschungsergebnisse vorliegen.

## Die Entstehung der Felsbilder
Der südliche Kaukasus war im Pliozän und im Pleistozän starkem Vulkanismus ausgesetzt. Lavaströme, insbesondere aus Spalteneruptionen, erstarrten an den Berghängen sowie in den Kratern der Vulkane. In der letzten Eiszeit wurde das Lavagestein durch Gletscher, die sich darüber hinweg bewegten, glatt geschliffen. Gletschererosion sorgte dafür, dass sich auf den Steinblöcken eine dunkle, glänzende Eisen-Mangan-Patina bildete, das Lavagestein in Steinblöcke zerfiel und die Blöcke zu den heutigen Halden zusammengeschoben wurden. Die Patina auf den Felsblöcken kann verschiedene Farbtöne zwischen rotbraun (bei hohem Eisenanteil) bis blauschwarz (bei hohem Mangananteil) annehmen.

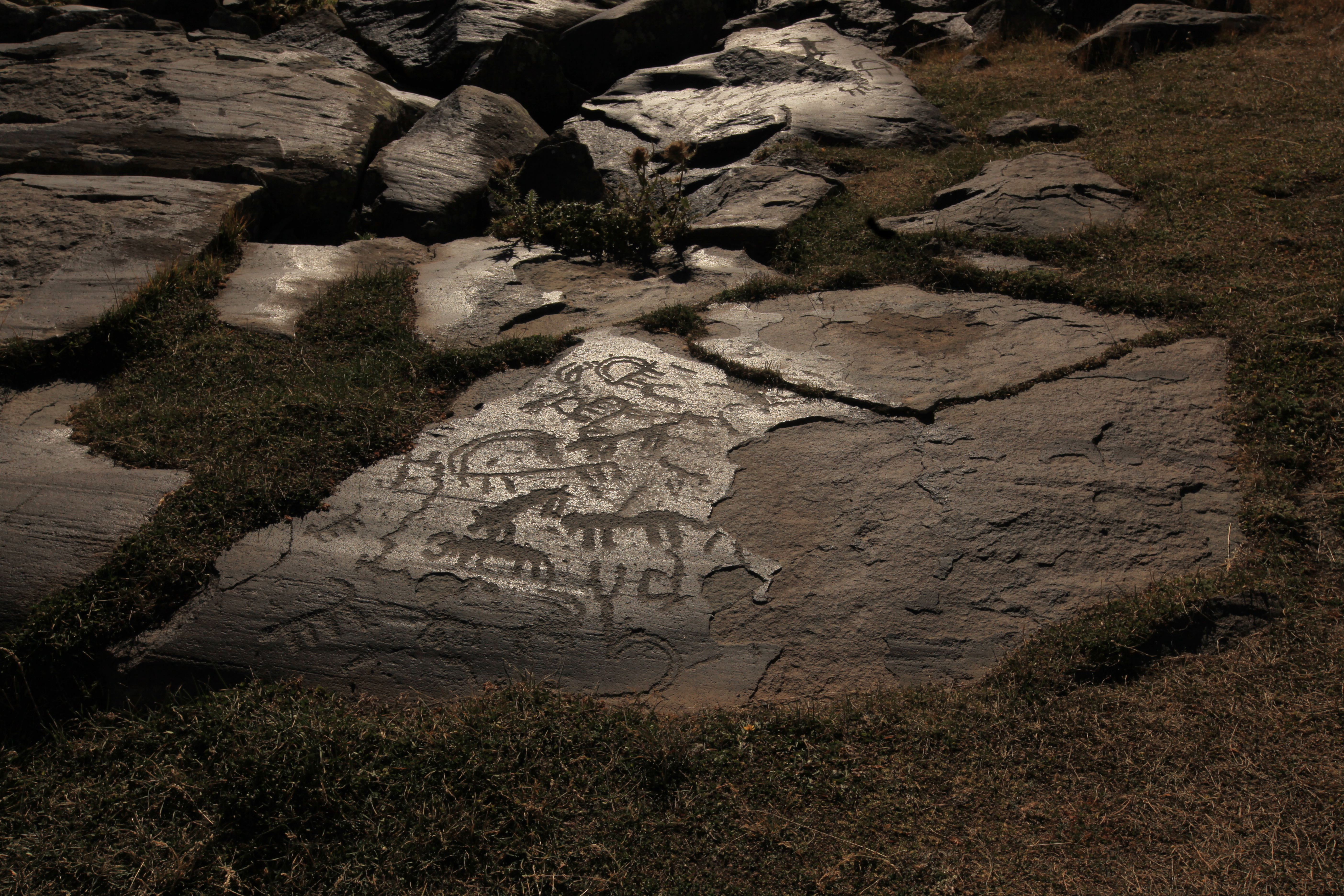
Teilweise zerstörtes Felsbild

Nach dem Ende der letzten Eiszeit vor etwa 12000 Jahren tauten die Gletscher im Südkaukasus ab.
Grasweiden dehnten sich in der Vulkanlandschaft aus, sodass auch noch in 3000 Metern Höhe über NN Viehwirtschaft im Sommer möglich war. Den vor Jahrtausenden im Hochgebirge verweilenden Viehhirten und Jägern erschienen die glatten, glänzenden Steinblöcke wohl wie geschaffen dafür, etwas von dem, was ihnen wichtig war, zu verewigen. Mit harten, spitzen Werkzeugen, vielleicht aus Basalt, arbeiteten sie Motive in Pick-Technik in die Steine ein. Sie durchschlugen die Eisen-Mangan-Kruste auf den Felsen. Das sichtbar werdende hellere Basaltgestein unter der Kruste ließ die eingepickten Motive optisch wirkungsvoll hervortreten.
Auf manchen Felsbildern im Hochland fällt auf, dass einzelne Motive wie auch Namen und Insignien erst vor Jahrzehnten in die Felsblöcke gepickt oder geritzt wurden. Offensichtlich haben sich seit den 1950er Jahren Viehhirten auf Steinen verewigt, wie ihre Kollegen vor Jahrtausenden. Diese Felsbilder überlagern teilweise die älteren Felsbilder. Noch stärker aber sind die Felsbilder durch die fortschreitende Erosion und den Tourismus gefährdet. An vielen Felsblöcken platzte ein großer Teil der fragilen Eisen-Mangan-Kruste ab. Dadurch sind einige Felsbilder zerstört. Zum Schutz der Bilder stellte der Staat die gesamte Hochlandregion unter Denkmalschutz, um für die Felsbilder den Weltkulturerbe-Status zu beantragen.

## Das Alter der Felsbilder
Eine Bestimmung des Alters der Felsbilder gelang bisher nicht. Anhand von Indizien vermuten Archäologen, dass die meisten Bilder im Zeitraum vom 5. bis zum 1. Jt. v. Chr. entstanden. Eine direkte Datierung von Petroglyphen ist bisher nicht möglich. Die unterschiedlich starke Patina-Neubildung an gepickten Stellen der Felsbilder könnte künftig eine zeitliche Einordnung erlauben. Sie ermöglicht die Unterscheidung älterer von jüngeren Felsbildern.
Zeitliche Einordnungen können bis jetzt nur indirekt vorgenommen werden:
1. Anhand der Bildmotive: Die abgebildeten Wagen an Ochsengespannen gab es wohl nicht vor dem 4. Jahrtausend v. Chr. Gelegentlich dargestellte Speichenräder an diesen Wagen sind erst aus der Bronzezeit bekannt.
2. Anhand der Beifunde: Eine Obsidianklinge aus der Caldera von Ughtasar weist stilistisch auf die Kupfersteinzeit oder auf den Beginn des 4. Jt. v. Chr. hin. Eine neben einem Felsbild gefundene Tonscherbe wurde auf die frühe Bronzezeit (4. – 3. Jt. v. Chr.) datiert.
3. Anhand stilistischer Vergleiche mit Darstellungen auf anderen archäologischen Funden: Bilder auf mittelbronzezeitlicher Keramik aus Armenien zeigen ähnliche Tierdarstellungen, teilweise mit derselben Pick-Technik eingearbeitet wie bei Felsbildern.
4. Anhand eines Vergleichs mit Felsbildern anderer Regionen: So verweisen fast identische Felsbilder vom Fluss Worotan, aus Nachitschewan sowie aus Bergkarabach durch ihre Nähe zu frühbronzezeitlichen Siedlungen auf eben diese Epoche.
Eine aufschlussreiche Entdeckung wurde bei den Vulkanen der Karkar-Gruppe gemacht, zu denen der Vulkan Naseli zählt. Dort überlagert der Lavastrom des jüngsten Vulkanausbruchs ein Felsbild. Das Gestein des Lavastroms verwendete man auch zum Bau eines nahegelegenen Hügelgrabes. Dessen Inventar datierte man mit der C14-Methode auf den Beginn des 3. Jt. v. Chr. Damit ist ein Teil der Felskunst im Hochland von Sjunik älter als das Grab.

## Bildergalerie

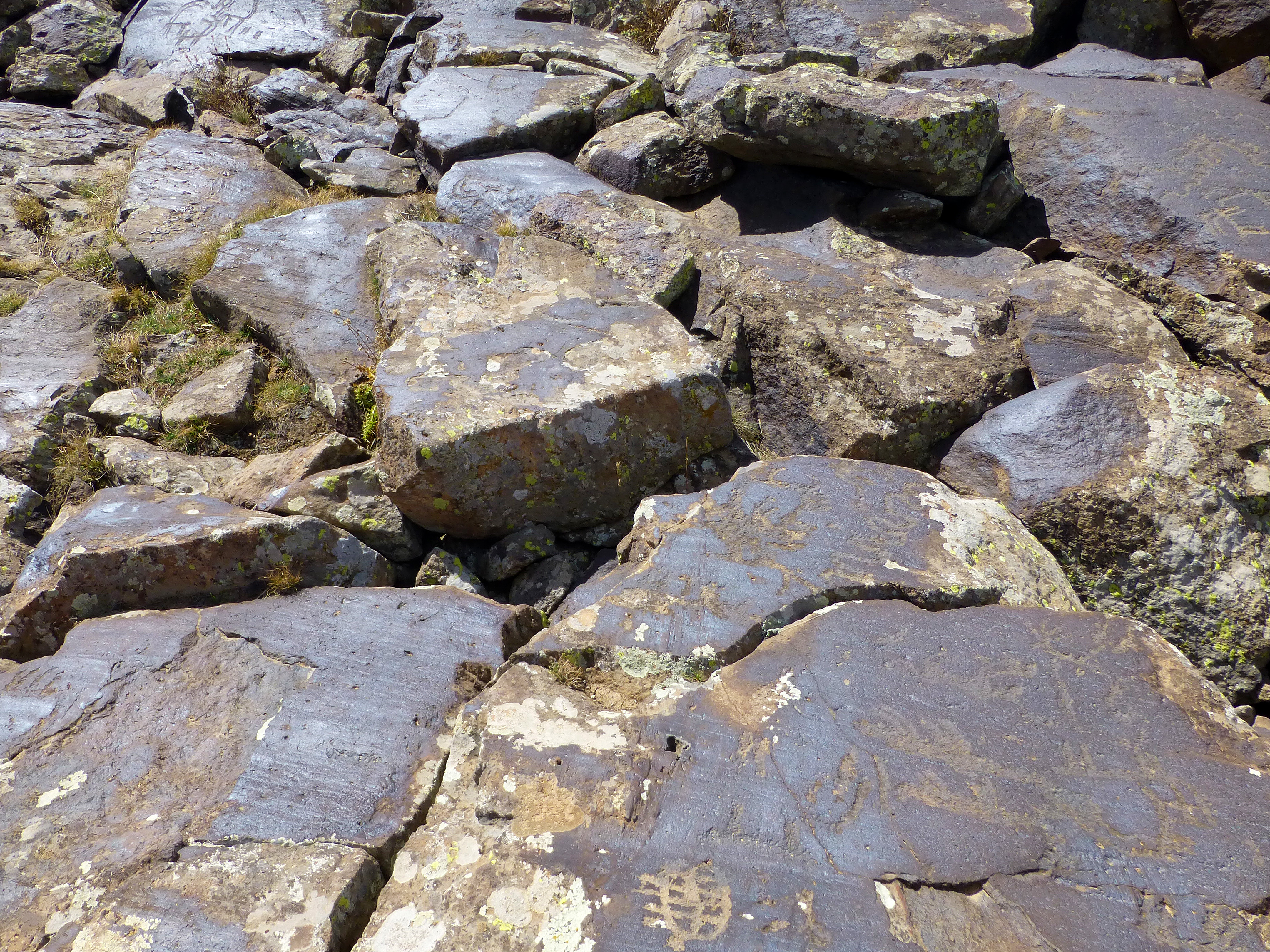
Felsblöcke mit prähistorischen Bildern
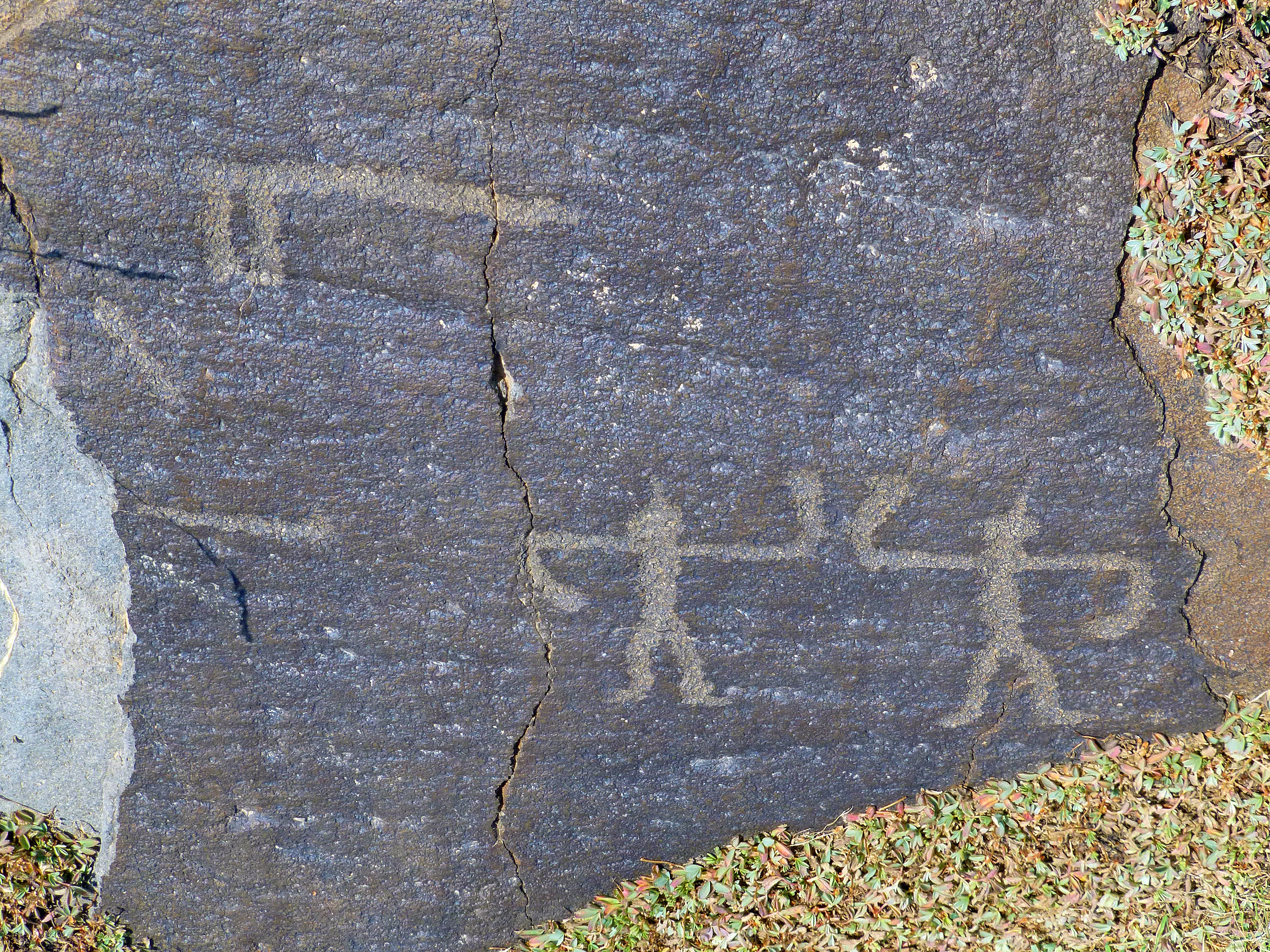
Tanzendes Duo
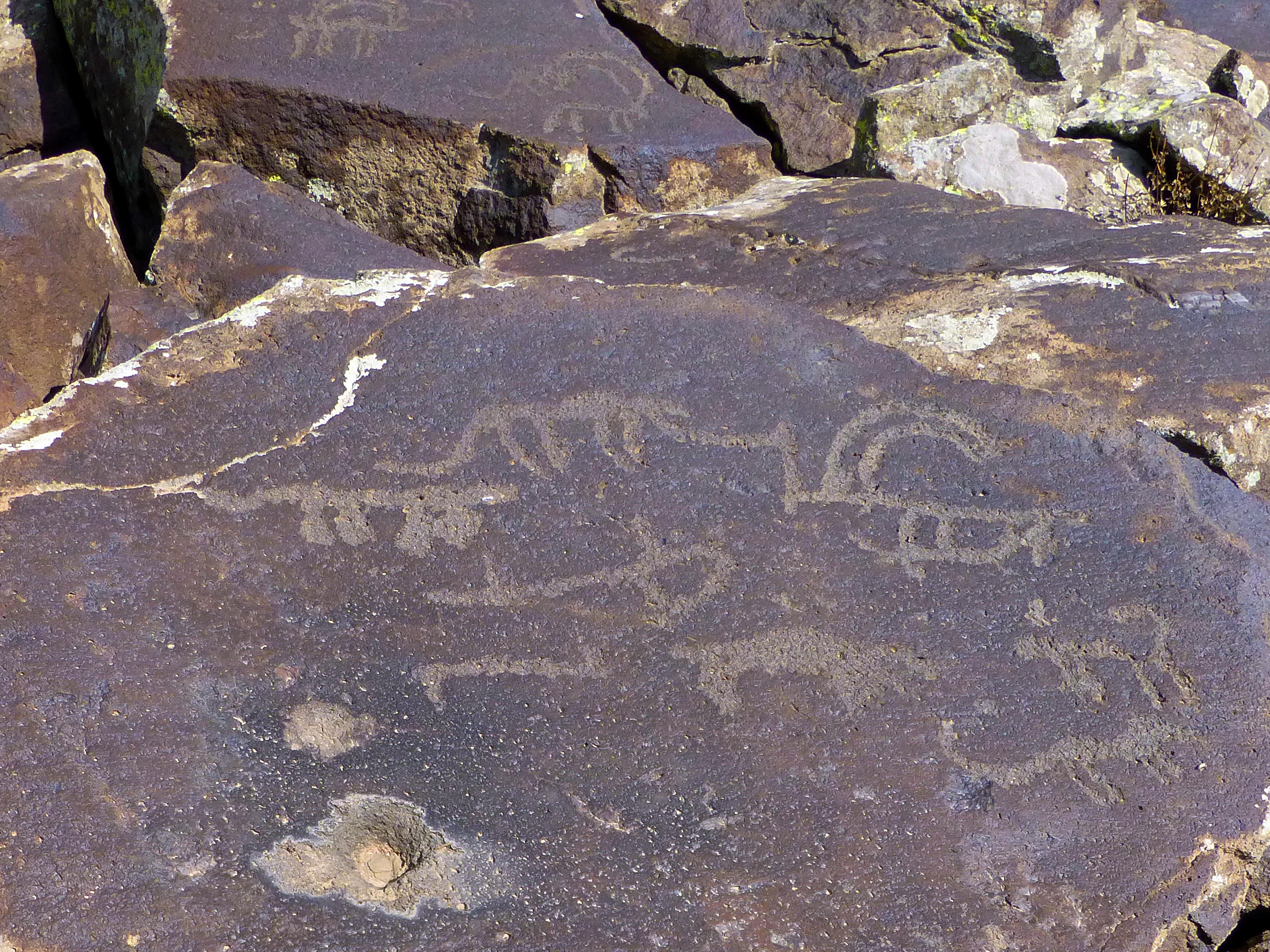
Szene mit Großkatzen und Ziege
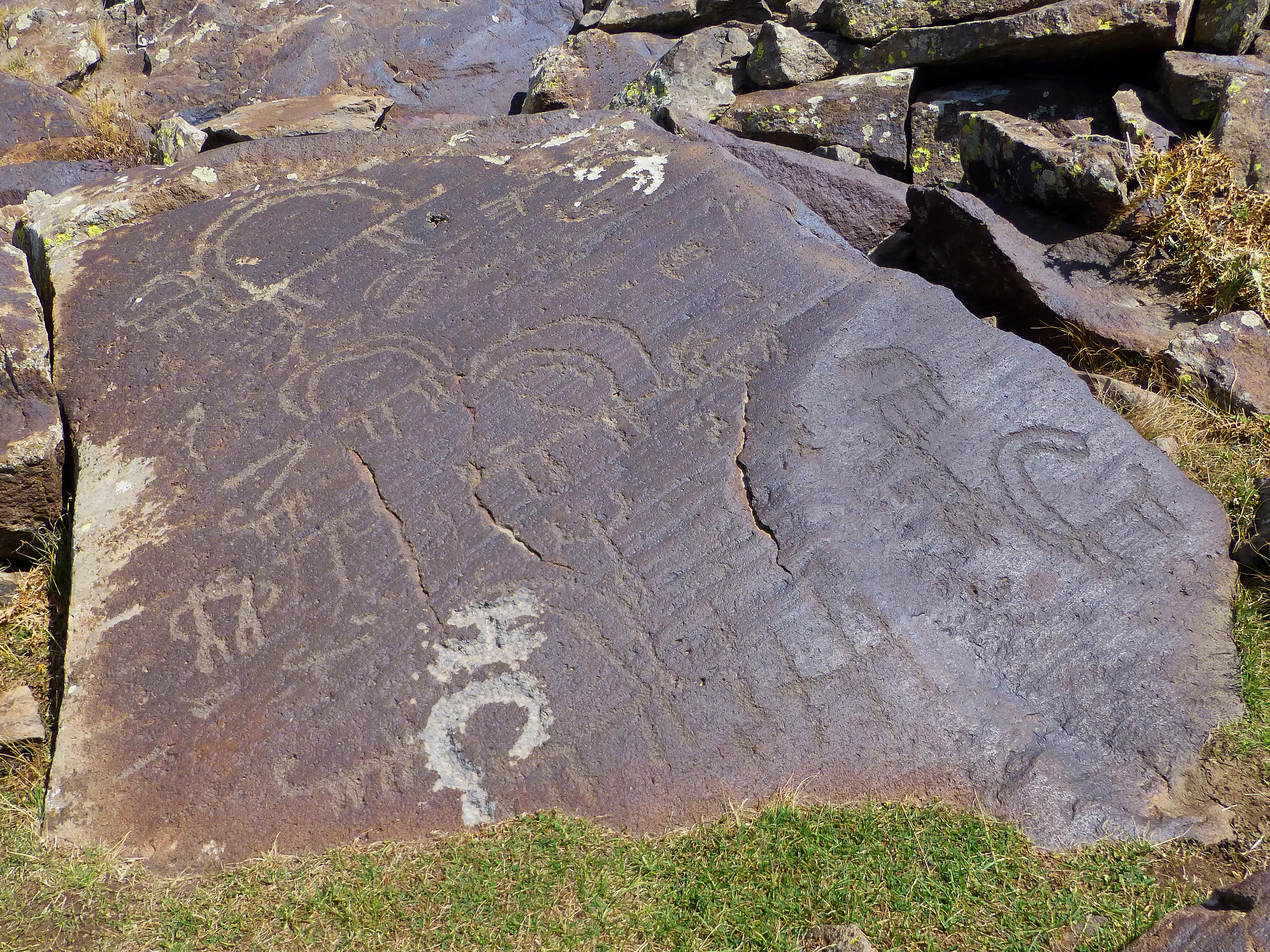
Durch neuzeitliche Initialen beschädigtes Felsbild
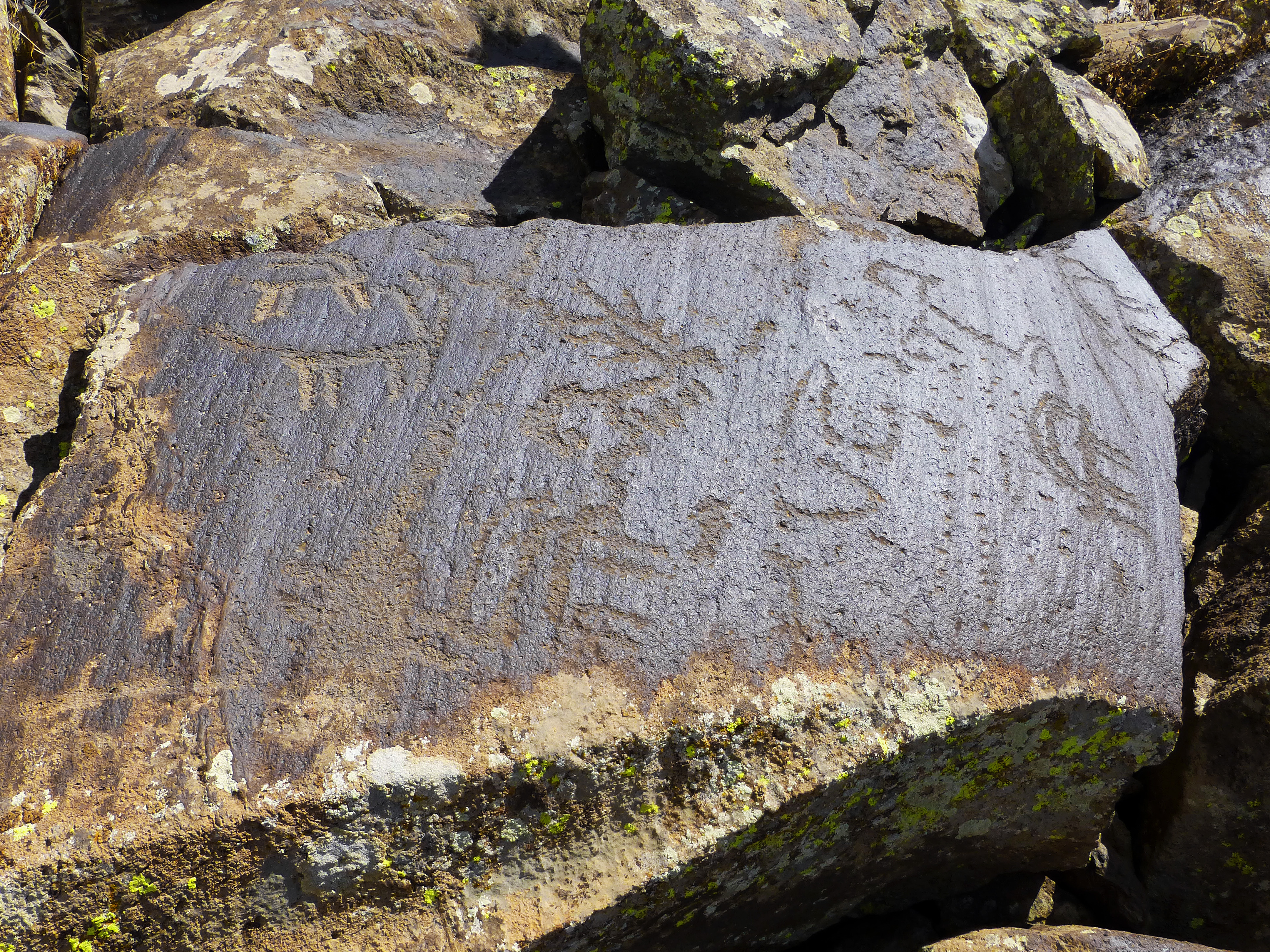
Felsbild mit Ziegen und Hirsch
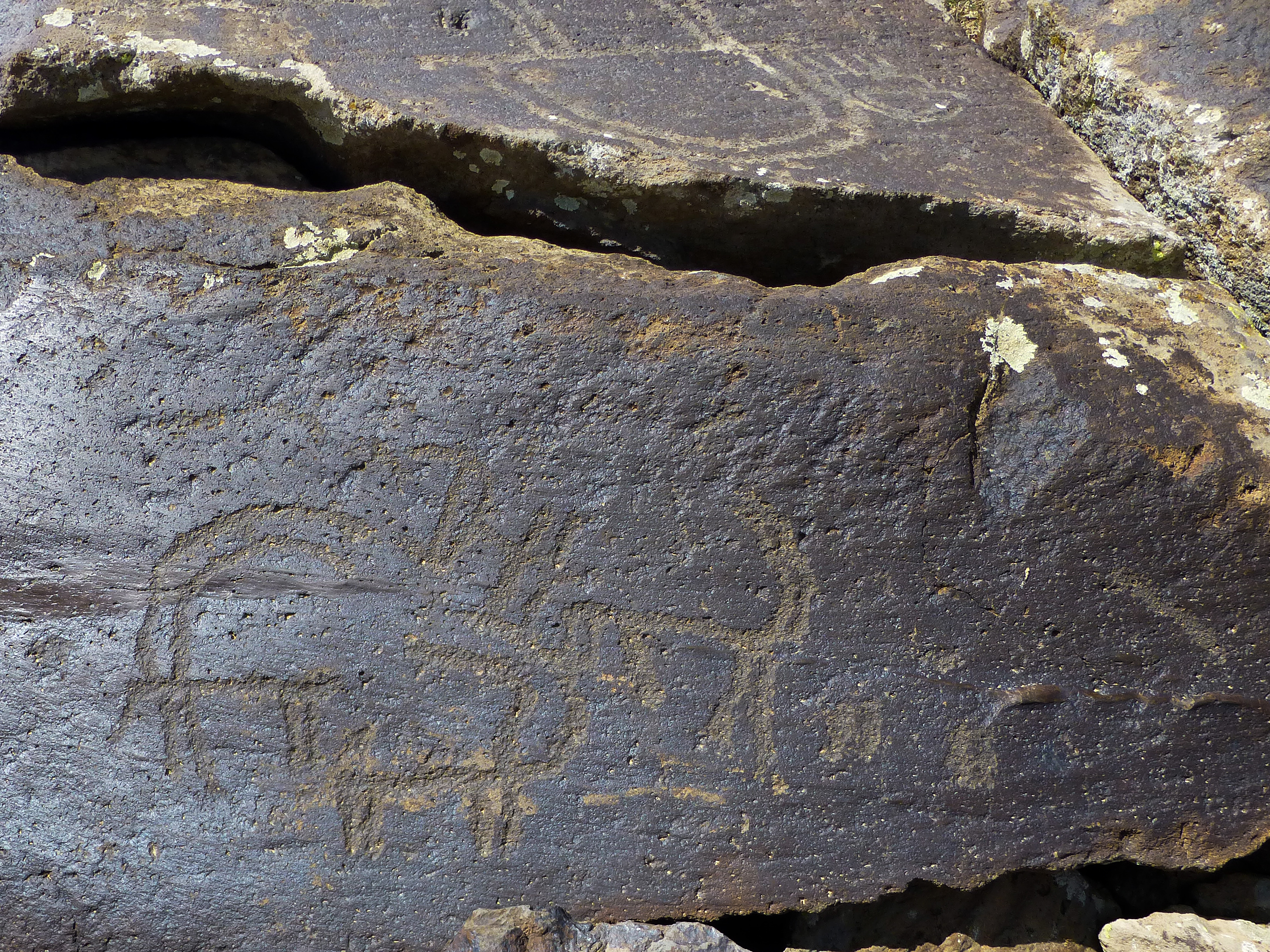
Ziegen mit übertrieben großen Hörnern
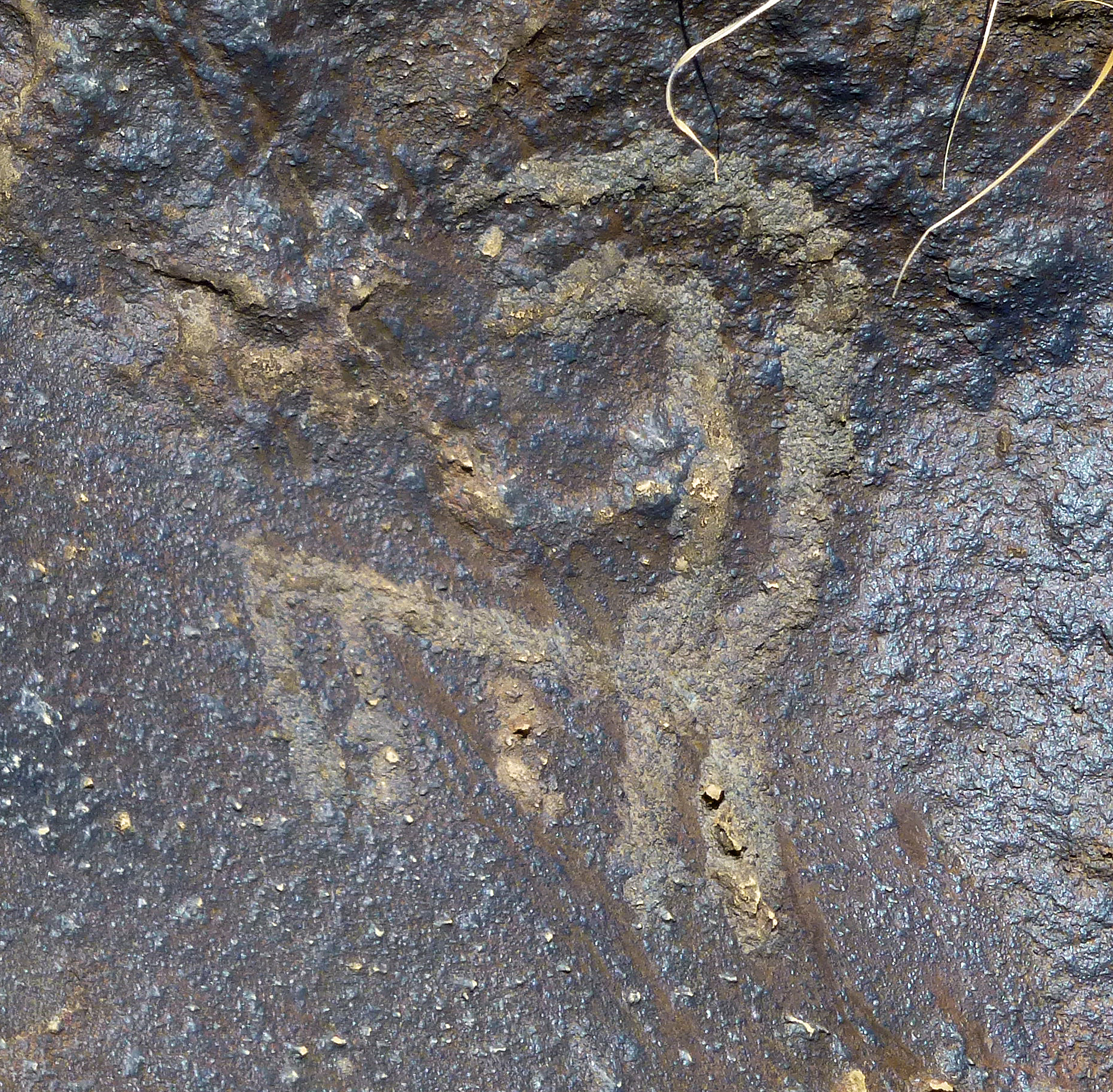
Ziege im Detail
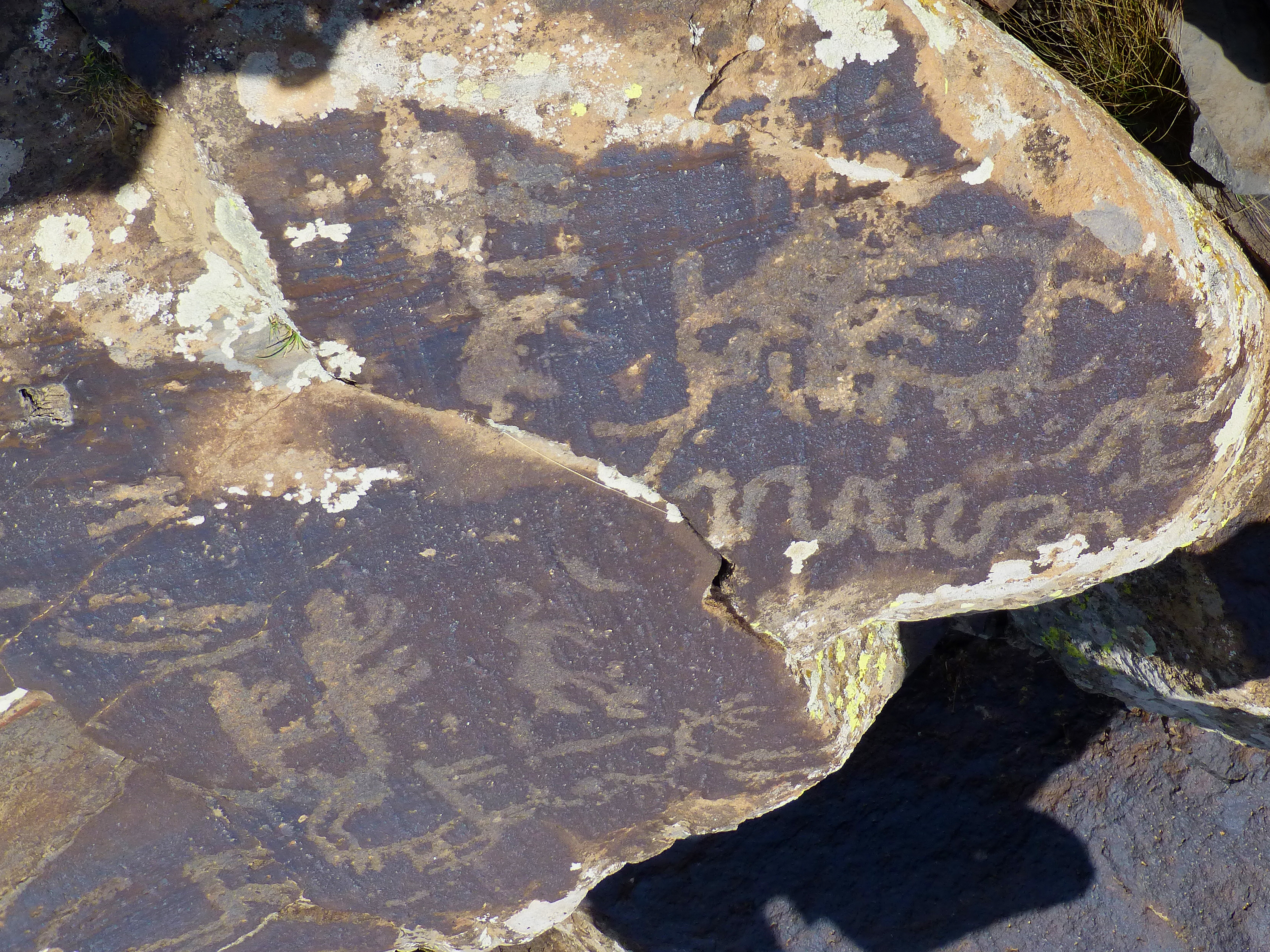
Verschiedene Tierdarstellungen